# Bronsstjärtad glansstare
Bronsstjärtad glansstare (Lamprotornis chalcurus) är en fågel i familjen starar inom ordningen tättingar.

## Utseende och läte
Bronsstjärtad glansstare är en vacker stare med fjäderdräkten glänsande i grönt och lila. Ögat är rödorange och genom ögat syns ett streck som ibland ser svart ut, ibland djupt lila. Ungfågeln är matt svartaktigt. Arten är mycket lik både mindre glansstare och större glansstare men skiljs från dessa genom purpurfärgad snarare än grönaktig stjärt samt mörkare rödaktigt öga. Bland lätena hörs stigande visslingar, nasala gnälliga ljud och långa serier med tjattrande toner. 

## Utbredning och systematik
Bronsstjärtad glansstare delas in i två underarter med följande utbredning:
- L. c. chalcurus – förekommer från Senegal och Guinea-Bissau till norra Kamerun
- L. c. emini – förekommer från östra Kamerun till sydvästra Sudan, Sydsudan, nordöstligaste Demokratiska republiken Kongo, norra Uganda och västligaste Kenya

## Levnadssätt
Bronsstjärtad glansstare hittas i en rad olika savannmiljöer, från fuktiga lövskogar till torr törnsavann. Den ses även kring byar, städer och jordbruksmark. 

## Status
Arten har ett stort utbredningsområde och beståndet anses stabilt. Internationella naturvårdsunionen IUCN listar den därför som livskraftig (LC).